# 화승총

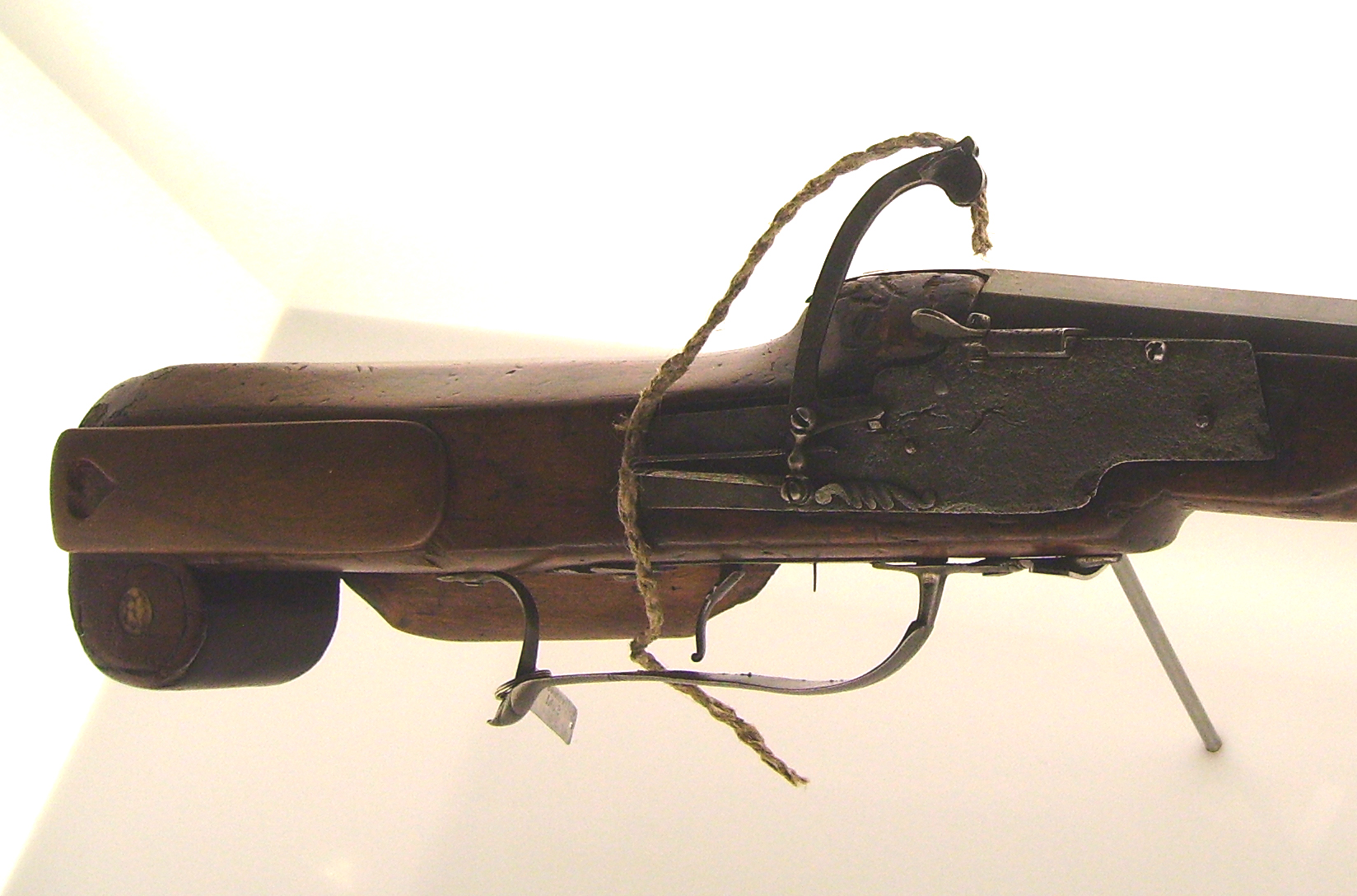

화승총(火繩銃, 포르투갈어: fecho de mecha, 영어: matchlock)은 불이 붙은 화승을 점화구에 갖다 대어 총알을 발사하는 총이다. 화승식 총은 개인용 화기에서 최초로 사용된 화기 작동 방식으로, 서양의 아쿼버스, 일본의 종자도총 등이 이 방식을 사용했다. 이후 부싯돌을 사용하는 수발총으로 대체되었다.

## 역사
화승총은 15세기 중반 유럽에서 출현했다. 화승식 격발 방식을 설명한 최초의 문헌은 1475년의 것이며, 그보다 40여년 전에는 용두의 개념도 출현해 있었다. 16세기에 이르자 화승총은 유럽 전역에서 널리 쓰이게 되었다. 한편 David Nicolle는 오스만 제국의 예니체리 군단이 1440년대부터 화승총을 사용했다고 주장했으나, 이는 증명되지 않은 주장이다. Robert Elgood은 15세기 오스만과 이탈리아에서 아르퀘부스를 사용했다고 주장했으나 이는 어디까지나 핸드 캐논을 의미하는 것일 뿐 화승총을 의미하는 것이 아니었다. 또한 그 역시 화승총이 1470년대에 독일에서 개발되었다는 데에 동의하고 있다.
1526년에는 개량된 화승식 머스킷이 바부르에 의해 인도에 전해졌다.
중국은 화약과 화기를 최초로 발명한 나라로, 유럽인들은 중국에서 사용된 원시적인 핸드 캐넌을 개량하여 화승식 메커니즘을 개발했다. 하지만 화승총의 개념은 포르투갈인들을 통해 중국에 전해졌다. 16세기에 중국에 도착한 포르투갈인들에 의해 중국에 전해진 화승총은 19세기까지 사용되었다.

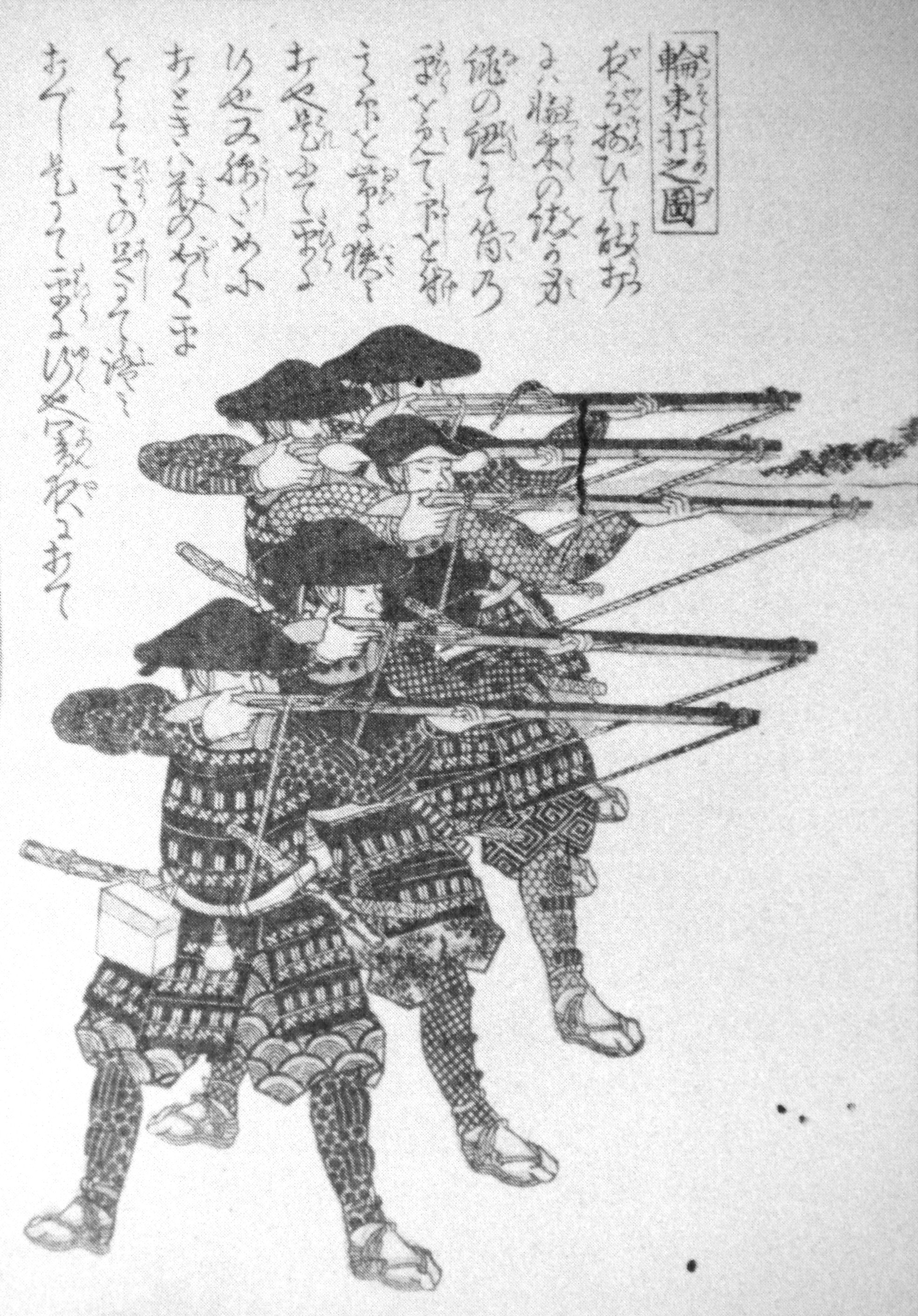
종자도총을 사용하는 아시가루들.

화승총은 1543년 포르투갈인들을 통해 최초로 일본에 소개되어 종자도총이라고 불리게 되었다. 종자도총은 인도 고아의 병기창에서 제조된 완발식 화승총(Snap Matchlock)이 변형된 것으로 보인다. 일본인들은 이 당시 칼날 등에 쓰이는 단강(鍛鋼)을 제조할 수 있는 기술력을 소지하고 있었기에 강화된 황동 용수철을 화승총에 즐겨 사용했다. ‘종자도총’이라는 이름은 포르투갈 탐험가들이 타고 있던 정크가 폭풍으로 표류한 섬, 종자도에서 유래한 것이다. 이 섬의 영주 다네가시마 토키타카(1528년 ~ 1579년)은 포르투갈인들에게 두 정의 화승총을 선물받고 도검 제작자들에게 명해 그 화기 작동 방식과 총신을 복제하도록 했다. 종자도총은 불과 몇년 만에 일본의 전쟁 형태를 바꿔 버렸다.

## 문제점
불을 붙여야 하다 보니 화상과 폭발의 위험이 있었다. 바람이 많이 불 때는 화약이 날라가거나, 심지가 움직여서 사수의 안면부하고 손등에 화상을 입는 일도 적지 않았다. 화약이 안에 내장되어 있어 안에서 폭발하며 총기에 파손이 잦았다. 심지어 비가 내리면 화약이 빗물에 젓어 장전하기가 매우 어렵다.

## 종류
- 뇌관총
- 수석총
- 종자도총
- 조총
- 아쿼버스
- 머스킷

## 같이 보기
- 핸드 캐넌